# Josep Antoni Barraquer i Roviralta
Josep Antoni Barraquer i Roviralta (ur. 28 sierpnia 1852 w Barcelonie, zm. 1924 tamże) – hiszpański lekarz okulista. Założyciel słynnego rodu okulistów.
Medycynę studiował na Uniwersytecie Barcelońskim. Okulistyki uczył się w Paryżu w klinikach: Ksawerego Gałęzowskiego oraz Louisa de Weckera. Po powrocie do rodzinnej Barcelony zorganizował praktykę okulistyczną w szpitalu Santa Cruz, którą kierował w okresie 1880-1910. W 1903 założył barcelońskie Towarzystwo Okulistyczne. Uznawany za jednego z twórców katalońskiej szkoły okulistycznej. Był redaktorem naczelnym dwóch krótko wydawanych czasopism okulistycznych: „Boletín de la Clínica Oftalmológica" (1885-1886) oraz „Oftalmología" (1908-1912). Wraz ze swoim synem Ignasi Barraquer i Barraquer (1884-1965) opracował nowe metody usuwania zaćmy.
Jego bratem był Luis Barraquer Roviralta.